# Воронечский замок
Воронечский замок (бел. Варонецкі замак) — оборонительное сооружение в д. Вороничи Великого Княжества Литовского (ныне деревня в Полоцком районе Витебской области Беларуси), возведенное по приказу Сигизмунда Августа.

## История
Играл существенную роль во время Ливонской войны. В 1581 году был взят войсками Стефана Батория.
От замка сохранилось городище, которое до сих пор носит наименование «замок» и разделяется на три части: восточную, западную и южную, отделенных одна от одной рвом.